# Encyocrypta kone
Espèce
Encyocrypta kone est une espèce d'araignées mygalomorphes de la famille des Barychelidae.

## Distribution
Cette espèce est endémique de Nouvelle-Calédonie. Elle se rencontre vers Koné.

## Description
Le mâle holotype mesure 19 mm.

## Étymologie
Son nom d'espèce lui a été donné en référence au lieu de sa découverte, Koné.

## Publication originale
- Raven & Churchill, 1991 : A revision of the mygalomorph spider genus Encyocrypta Simon in New Caledonia (Araneae Barychelidae). Zoologia Neocaledonica, vol. 2, Mémoires du Muséum National d'Histoire Naturelle de Paris, sér. A, vol. 149, p. 31-86.